# Filó Lajos (költő)
Filó Lajos (Szentes, 1858. szeptember 5. – Nagykőrös, 1896. szeptember 25.) író, költő, újságíró, jogtudor, ügyvéd.

## Életútja
Filó János református lelkész fiaként született. Nagybátyja, Filó Lajos nagykőrösi református lelkész nevelte. Középiskoláit Újverbászon és Nagykőrösön kitűnő eredménnyel végezte. Pályatársai között főleg szónoklási ügyessége és a magyar irodalomban való jártassága által tűnt ki. Irodalmi ismereteinek köszönhette, hogy 1876-ban Tomori Anasztáz három arannyal járó ösztöndíját megnyerte. A jogot külföldön, Heidelbergben kezdte tanulni, ahol Johann Caspar Bluntschlit és Heinrich Zoepflt hallgatta, valamint Kuno Fischer esztétikai és bölcseleti, illetve Robert Wilhelm Bunsen természettudományi előadásait látogatta. Nagyobb külföldi körútja befejeztével hazájába visszatért, Budapesten fejezte be tanulmányait. 
1881-ben Aradra ment az Arad és Vidéke c. laphoz segédszerkesztőnek, majd Nagykőrösön királyi közjegyzőhelyettes lett. 1888-ban mint gyakorló ügyvéd Szentesen nyitott irodát, ahol a városi tiszti ügyész állásra is megválasztották. 
Külföldi tartózkodása alatt közleményeket küldött a magyar lapokba és a német lapokba pedig több cikket is írt, hogy a Magyarországról terjesztett téves nézeteket és hiedelmeket helyreigazítsa. Költeményeket, beszélyeket és cikkeket írt 1877-től 1888-ig összesen 28 fővárosi és 53 vidéki lapba; többi közt a következőkbe: Székesfejérvár (1877. 60-72. sz. Szerelemből szerelemért, regény), Csöndes Órák (1878-79), a Dolinay által szerk. Házi Kincstár és Hasznos Mulattató (1879), Hon, Függetlenség (1879. mut. sz.), Szentesi Lap (1880), Ország-Világ (1880. 1883-85.), Közvélemény (1880. 105. sz. Jókai és pangó irodalmunk), Független Hirlap, Nép Zászlója, Bolond Istók, Üstökös, Magyarország és a Nagyvilág (1880-84), Arad és Vidéke (1880-83. II. Irodalmi viszonyaink, tanulmány, névtelenül, 1884-87. Költem., elb., rajz), Vasárnapi Ujság (1881. 1883. 1888.), Koszorú (1881-84.), Fővárosi Lapok (1882-88. elb., költ. és tárcák), Budapest, Képes Családi Lapok, Magyar Népvilág, Budapesti Bazár, Magyar Népbarát, Magyar Salon (1884-85), Pesti Hirlap (1886. 307. sz. Álnevekről), Debreczen, Kolozsvári Közlöny, Székesfejérvár, Rozsnyói Hiradó, Szekszárd és Vidéke, Losoncz és Vidéke, Bácskai Közlöny, Nagy-Kőrös, Csongrádi Lap (1891-92), Szentesi Lap (1882. A zsidókérdés.). 
Műveiből felolvastak a Petőfi Társaságban, a Kisfaludy Társaságban és a Kölcsey Egyesületben is, valamint többet idegen nyelvre is lefordítottak, így a New York-i Hungarian Poetry c. munkában jelent meg egyik verse.
Szinműve: A hadgyakorlaton, dramolet 1 felvonásban. (megjelent az Arad és Vidékében 1884); A Figaró mintájára a Pesti Hirlap által 1882-ben kitűzött tárca pályázaton 252 mű között A tizedik gyerek c. rajza nyerte el a pályadíjat.
Álneve és jegyei: Csáktornyai Lajos, —o —s, és —s.

## Munkái
- Költemények. Budapest. 1879.
- Ádám Gerzson, a nagykőrösi lyceum tanára és igazgatója 25 éves tanári jubileumára. 1881 évi február hó 22. E költemény egyidejűleg a „Nagy-Kőrös" c. lapbán is megjelent. Ottinger E. 1881.
- Soha többé! Regény. Arad. 1881.
- Szeressünk és megbocsássunk. Beszélyek és rajzok. Arad, 1883.
- A gyámoltalan, vígjáték. Arad, 1885. (Előadatott Nagykőrösön 1884-ben).
- Derült percek. Víg rajzok. Esztergom. 1886.
- Szép leányok könyve. Szentes. 1893.
- Diákok könyve. Szentes, 1893.
- Szavalókönyv. Szentes, 1893.